# Reute (Kressbronn am Bodensee)
Reute ist ein Weiler der Gemeinde Kressbronn am Bodensee im baden-württembergischen Bodenseekreis in Deutschland.

## Lage

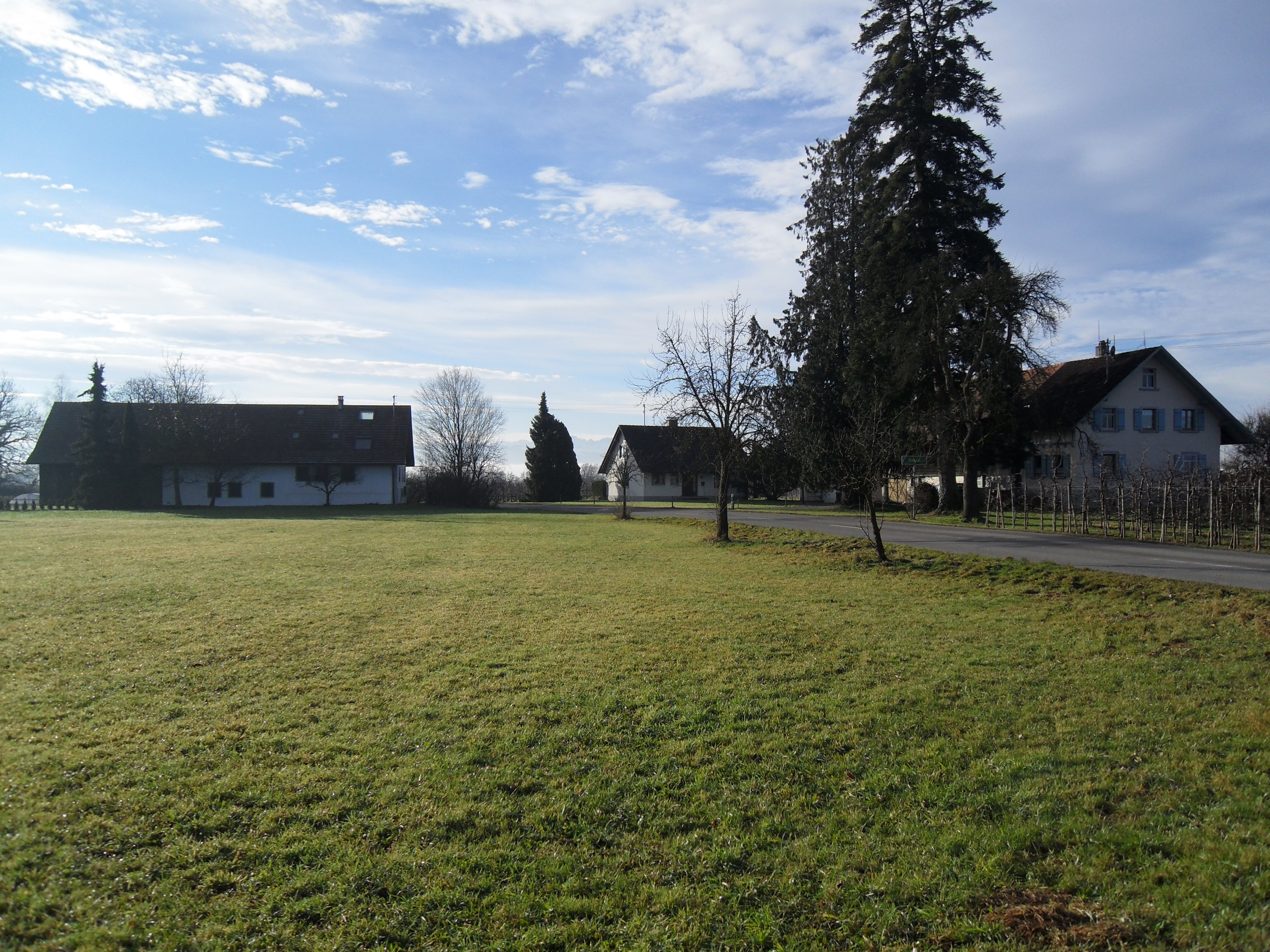
Reute

Der Weiler liegt rund zwei Kilometer südwestlich der Kressbronner Ortsmitte. Im Westen liegt der Ortsteil Gohren, südlich der Ortsteil Tunau.

## Geschichte
1838 hatte Reute 15 Einwohner, war eine Filiale der Langenargener Pfarrei und bestand aus zwei Höfen, die vormals Schupflehen der Montfortischen Herrschaft Argen waren. Politisch gehörte der Weiler damals zu Nonnenbach, aus dem 1934, zusammen mit Hemigkofen, die Gemeinde Kressbronn hervorging.

## Verkehr
Reute ist über die Bodanstraße an die Landesstraße 334 (Gohren/Langenargen ↔ Kressbronn/Bundesstraßen 31 und 467) in das Straßennetz eingebunden.